# Jo Bonfrère
Jo Bonfrère, właśc. Johannes-Franciscus Bonfrére (ur. 15 czerwca 1946 w Maastricht) – holenderski trener, a wcześniej piłkarz MVV Maastricht.

## Kariera trenerska
Bonfrere doprowadził reprezentację Nigerii do złota Igrzysk Olimpijskich w Atlancie w 1996 roku.
W sezonie 2002/2003 był trenerem egipskiego Al-Ahly, ale po ostatnim meczu w sezonie został zwolniony. W 2004 został selekcjonerem reprezentacji Korei Południowej zastępując Humberto Coelho. Wywalczył z nią awans do Mistrzostw Świata w Niemczech. Mimo to został jednak zwolniony, a w jego miejsce zatrudniono innego Holendra – Dicka Advocaata. Obecnie Bonfrere jest trenerem chińskiego klubu Dalian Haichang.